# Ognjen Mimović
Ognjen Mimović (Gornji Milanovac, 17 de agosto de 2004) es un futbolista serbio que juega en la demarcación de defensa para el Fenerbahçe S. K. de la Superliga de Turquía.

## Selección nacional
Tras jugar en las categorías inferiores de la selección, finalmente hizo su debut con la selección de Serbia el 20 de marzo de 2025 en un encuentro de la Liga de Naciones de la UEFA 2024-25 contra Austria que finalizó con un resultado de empate a uno tras el gol de Michael Gregoritsch para Austria, y de Lazar Samardžić para Serbia.

## Clubes
| Club                              | País    | Año       | Partidos | Goles |
| --------------------------------- | ------- | --------- | -------- | ----- |
| OFK Belgrado (cedido)             | Serbia  | 2023-2024 | 14       | 0     |
| Estrella Roja de Belgrado         | Serbia  | 2024-2025 | 34       | 1     |
| Fenerbahçe S. K.                  | Turquía | 2025      | 0        | 0     |
| Zenit de San Petersburgo (cedido) | Rusia   | 2025      | 6        | 0     |
| Fenerbahçe S. K.                  | Turquía | 2025-     |          |       |

## Palmarés

### Títulos nacionales
| Título              | Club                      | País   | Año  |
| ------------------- | ------------------------- | ------ | ---- |
| Superliga de Serbia | Estrella Roja de Belgrado | Serbia | 2024 |
| Copa de Serbia      | Estrella Roja de Belgrado | Serbia | 2024 |